# 전설의 고향
《전설의 고향》(傳說의 故鄕)은 한반도 지역에 걸쳐 전해지는 전설, 민간 설화 등을 모티브로 KBS 드라마본부에서 제작된 고전 형식의 시추에이션 드라마다. 1977년 10월 18일 〈마니산 효녀〉편을 시작으로, 당시 많은 인기를 얻었으며 장장 12년 동안 방송된 최장수 드라마 프로그램으로 기록될 만큼 꾸준히 방영되었다. 횟수를 계속 거듭할수록 소재의 고갈 등으로 하락세를 타다가 1989년 10월 3일 578화 〈외장녀〉편을 끝으로 대단원의 막을 내렸다.
방송이 종료된 이후 7년이 흐른 1996년 6월 26일 〈호녀〉편에서 한층 더 발전한 CG 기술과 탄탄해진 플롯을 바탕으로 새롭게 변모했고, 해마다 6월에서 10월 사이 여름 특집 납량물이자 공포 · 스릴러 계열의 시리즈로 자리를 잡았다. 다시 시작한 해인 1996년에는 수목드라마로, 초창기의 인기를 다시 회복하며 많은 호응을 받았고, 이어 1997년에는 9시 주말 드라마로, 1998년과 1999년에는 월화 드라마로 방영되었다. 매년 여름마다 KBS N을 비롯한 IPTV에서 《전설의 고향》이라는 타이틀로 방송하고 있는 것이 바로 이 시기에 제작된 작품이다.
이후 또 다시 중단되었으며, 9년이 흐른 2008년에 들어서 8편, 2009년에 10편이 다시 제작 및 방영되었으나 현재는 중단된 상태이다.
한편, 이 드라마 시리즈의 큰 특징 중 하나는 극의 종반부에 “이 이야기는 ○○도 ○○지방에서 전해져 내려오는 전설로…”라는 식으로 시작되는 해설로 끝맺음하는데, 주로 인간으로서의 도리와 권선징악의 교훈적인 내용을 담아 마무리하였다. 《전설의 고향》의 상징이 된 목소리의 주인공은 성우 김용식으로, 1977년 첫회 방송 때부터 계속 맡아왔다.

## 방송 기간
| 기수    | 방송 채널 | 방송 기간                           | 방송 시간                  | 횟수    | 비고  |
| ------- | --------- | ----------------------------------- | -------------------------- | ------- | ----- |
| 1       | KBS TV    | 1977년 10월 18일 ~ 1980년 12월 16일 |                            | 578부작 |       |
| 1       | KBS 1TV   | 1981년 1월 6일 ~ 1981년 9월 1일     |                            | 578부작 | [ 1 ] |
| 1       | KBS 2TV   | 1981년 9월 11일 ~ 1989년 10월 3일   |                            | 578부작 |       |
| 2       | KBS 2TV   | 1996년 6월 26일 ~ 1996년 9월 12일   | 수요일, 목요일 밤 9시 55분 | 24부작  |       |
| 2       | KBS 2TV   | 1997년 7월 12일 ~ 1997년 10월 5일   | 토요일, 일요일 밤 9시      | 26부작  |       |
| 2       | KBS 2TV   | 1998년 7월 6일 ~ 1998년 8월 11일    | 월요일, 화요일 밤 9시 50분 | 12부작  |       |
| 2       | KBS 2TV   | 1999년 6월 28일 ~ 1999년 8월 3일    | 월요일, 화요일 밤 9시 50분 | 12부작  |       |
| 2       | 소개      | 소개                                | 소개                       | 74부작  |       |
| 3       | KBS 2TV   | 2008년 8월 6일 ~ 2008년 9월 3일     | 수요일, 목요일 밤 9시 55분 | 8부작   |       |
| 3       | KBS 2TV   | 2009년 8월 10일 ~ 2009년 9월 8일    | 월요일, 화요일 밤 9시 55분 | 10부작  |       |
| 3       | 소개      | 소개                                | 소개                       | 18부작  |       |
| 총 횟수 | 총 횟수   | 총 횟수                             | 총 횟수                    | 670부작 |       |

## 작품 리스트

### 1기
1977년 10월 18일부터 1989년 10월 3일까지 총 578부작이 제작 · 방영되었으며, 이 시기의 《전설의 고향》은 일부 케이블/위성방송/IPTV에서 한때 방송했거나 방송하고 있다
| 회차   | 방송일자        | 부제 (서브 타이틀)          |
| ------ | --------------- | --------------------------- |
| 제1화  | 1996년 6월 26일 | 호녀(虎女) (전 · 후편)      |
| 제2화  | 1996년 6월 27일 | 호녀(虎女) (전 · 후편)      |
| 제3화  | 1996년 7월 3일  | 나비의 한                   |
| 제4화  | 1996년 7월 4일  | 은장도(銀粧刀), 사녀(蛇女)  |
| 제5화  | 1996년 7월 10일 | 덕대골                      |
| 제6화  | 1996년 7월 11일 | 사후절부 야물(死後折婦也勿) |
| 제7화  | 1996년 7월 17일 | 깽이바다 (상 · 하)          |
| 제8화  | 1996년 7월 18일 | 깽이바다 (상 · 하)          |
| 제9화  | 1996년 7월 24일 | 쌍태(雙胎)바위              |
| 제10화 | 1996년 7월 25일 | 짝사랑각                    |
| 제11화 | 1996년 7월 31일 | 야호(野狐)                  |
| 제12화 | 1996년 8월 1일  | 상정승골                    |
| 제13화 | 1996년 8월 7일  | 염라대왕의 증언             |
| 제14화 | 1996년 8월 8일  | 회생                        |
| 제15화 | 1996년 8월 14일 | 내 혼백 남의 육신           |
| 제16화 | 1996년 8월 15일 | 호산(虎山)                  |
| 제17화 | 1996년 8월 21일 | 동침문서                    |
| 제18화 | 1996년 8월 22일 | 숫돌바위                    |
| 제19화 | 1996년 8월 28일 | 바리데기 (상 · 하)          |
| 제20화 | 1996년 8월 29일 | 바리데기 (상 · 하)          |
| 제21화 | 1996년 9월 4일  | 학울음                      |
| 제22화 | 1996년 9월 5일  | 열불열비(烈不烈碑)          |
| 제23화 | 1996년 9월 11일 | 춘보                        |
| 제24화 | 1996년 9월 12일 | 우생원(牛生員)              |

| 회차   | 방송일자        | 부제 (서브 타이틀)           |
| ------ | --------------- | ---------------------------- |
| 제1화  | 1997년 7월 12일 | 구미호(九尾狐)               |
| 제2화  | 1997년 7월 13일 | 지네바위                     |
| 제3화  | 1997년 7월 19일 | 딸의 혼령                    |
| 제4화  | 1997년 7월 20일 | 씨내리                       |
| 제5화  | 1997년 7월 26일 | 가는이 고개                  |
| 제6화  | 1997년 7월 27일 | 이어도(離於島)               |
| 제7화  | 1997년 8월 2일  | 검룡소애(劍龍沼愛) (상 · 하) |
| 제8화  | 1997년 8월 3일  | 검룡소애(劍龍沼愛) (상 · 하) |
| 제9화  | 1997년 8월 9일  | 삼신할미와 마마대왕          |
| 제10화 | 1997년 8월 10일 | 천도(天桃)                   |
| 제11화 | 1997년 8월 16일 | 사굴(蛇窟)                   |
| 제12화 | 1997년 8월 17일 | 효불효교(孝不孝橋)           |
| 제13화 | 1997년 8월 23일 | 순장(殉葬) (상 · 하)         |
| 제14화 | 1997년 8월 24일 | 순장(殉葬) (상 · 하)         |
| 제15화 | 1997년 8월 30일 | 5월에 내리는 서리            |
| 제16화 | 1997년 8월 31일 | 걸귀(乞鬼)                   |
| 제17화 | 1997년 9월 6일  | 포흠 삼천냥(逋欠 三天雨)     |
| 제18화 | 1997년 9월 7일  | 귀녀(鬼女)                   |
| 제19화 | 1997년 9월 13일 | 혈화(血花)                   |
| 제20화 | 1997년 9월 14일 | 모정불심(母情佛心)           |
| 제21화 | 1997년 9월 20일 | 국화령(菊花靈)               |
| 제22화 | 1997년 9월 21일 | 망자의 소원                  |
| 제23화 | 1997년 9월 27일 | 환향녀(還響女)               |
| 제24화 | 1997년 9월 28일 | 사신(死神)의 미소            |
| 제25화 | 1997년 10월 4일 | 도미(都彌)의 처              |
| 제26화 | 1997년 10월 5일 | 초야(招夜)                   |

| 회차   | 방송일자        | 부제 (서브 타이틀) |
| ------ | --------------- | ------------------ |
| 제1화  | 1998년 7월 6일  | 묘곡성(猫哭聲)     |
| 제2화  | 1998년 7월 7일  | 살생부(殺生府)     |
| 제3화  | 1998년 7월 13일 | 여우골             |
| 제4화  | 1998년 7월 14일 | 씨받이             |
| 제5화  | 1998년 7월 20일 | 저승에서 핀 꽃     |
| 제6화  | 1998년 7월 21일 | 죽귀(竹晷)         |
| 제7화  | 1998년 7월 27일 | 방울소리           |
| 제8화  | 1998년 7월 28일 | 조강지처           |
| 제9화  | 1998년 8월 3일  | 귀면살풍(鬼面殺風) |
| 제10화 | 1998년 8월 4일  | 손각시             |
| 제11화 | 1998년 8월 10일 | 천녀도(天女圖)     |
| 제12화 | 1998년 8월 11일 | 접포(蝶布)         |

| 회차   | 방송일자        | 부제 (서브 타이틀) |
| ------ | --------------- | ------------------ |
| 제1화  | 1999년 6월 28일 | 신조(神鳥)         |
| 제2화  | 1999년 6월 29일 | 살아있는 무덤      |
| 제3화  | 1999년 7월 5일  | 진사골의 한(恨)    |
| 제4화  | 1999년 7월 6일  | 열녀문(烈女門)     |
| 제5화  | 1999년 7월 12일 | 호몽               |
| 제6화  | 1999년 7월 13일 | 오세암(五歲庵)     |
| 제7화  | 1999년 7월 19일 | 구미호(九尾狐)     |
| 제8화  | 1999년 7월 20일 | 재인(才人)의 아내  |
| 제9화  | 1999년 7월 26일 | 깍짓손 (상 · 하)   |
| 제10화 | 1999년 7월 27일 | 깍짓손 (상 · 하)   |
| 제11화 | 1999년 8월 2일  | 궁녀(宮女)         |
| 제12화 | 1999년 8월 3일  | 상사요(相思謠)     |

### 3기
| 회차  | 방송일자        | 부제 (서브 타이틀)    |
| ----- | --------------- | --------------------- |
| 제1화 | 2008년 8월 6일  | 구미호                |
| 제2화 | 2008년 8월 7일  | 아가야 청산(靑山)가자 |
| 제3화 | 2008년 8월 13일 | 사진검의 저주         |
| 제4화 | 2008년 8월 14일 | 귀서                  |
| 제5화 | 2008년 8월 21일 | 오구도령              |
| 제6화 | 2008년 8월 27일 | 기방괴담              |
| 제7화 | 2008년 8월 28일 | 사신이야기            |
| 제8화 | 2008년 9월 3일  | 환향녀                |

| 회차   | 방송일자        | 부제 (서브 타이틀) |
| ------ | --------------- | ------------------ |
| 제1화  | 2009년 8월 10일 | 혈귀               |
| 제2화  | 2009년 8월 11일 | 죽도의 한          |
| 제3화  | 2009년 8월 17일 | 계집종             |
| 제4화  | 2009년 8월 18일 | 목각귀             |
| 제5화  | 2009년 8월 24일 | 씨받이             |
| 제6화  | 2009년 8월 25일 | 금서               |
| 제7화  | 2009년 8월 31일 | 조용한 마을        |
| 제8화  | 2009년 9월 1일  | 구미호             |
| 제9화  | 2009년 9월 7일  | 묘정의 구슬        |
| 제10화 | 2009년 9월 8일  | 가면귀             |

## 역대 구미호
| 연도 | 방송 일자       | 배우   | 배우   | 부제 (서브 타이틀) | 비고                                 |
| 연도 | 방송 일자       | 구미호 | 남편   | 부제 (서브 타이틀) | 비고                                 |
| ---- | --------------- | ------ | ------ | ------------------ | ------------------------------------ |
| 1979 | 7월 10일        |        |        | 구미호             |                                      |
| 1980 | 7월 14일        | 한혜숙 |        | 백년한             |                                      |
| 1982 | 10월 27일       |        |        | 옥구슬             |                                      |
| 1983 | 6월 18일        |        |        | 월하의 사랑        |                                      |
| 1984 | 6월 30일        |        |        | 여우각시           |                                      |
| 1986 | 8월 2일         |        |        | 구미호             |                                      |
| 1988 | 8월 16일        |        |        | 호녀의 한          |                                      |
| 1996 | 6월 26일 ~ 27일 | 박상아 | 허준호 | 호녀(狐女)         |                                      |
| 1996 | 7월 31일        | 임경옥 |        | 야호(野狐)         |                                      |
| 1997 | 7월 12일        | 송윤아 | 안승훈 | 구미호             |                                      |
| 1998 | 7월 13일        | 노현희 | 김진태 | 여우골             | 남편보다는 아들(이세창 분)과 대결함. |
| 1999 | 7월 19일        | 김지영 | 최재원 | 구미호             |                                      |
| 2008 | 7월 19일        | 박민영 |        | 구미호             |                                      |
| 2009 | 9월 1일         | 전혜빈 | 안재모 | 구미호             |                                      |

## 미디어
- KBS 《VJ특공대 - 2009 전설의 고향 전격해부》(2009년 8월 21일)

## 애니메이션
KBS에서 생성형 AI를 활용한 애니메이션 《전설의 고향 구미호》를 2025년 5월 5일 종료.

### 목소리 출연
- 임호 : 칠복
- 이명희 : 연이(구미호)
- 김정훈 : 최부자
- 김민주 : 호태
- 안영미 : 칠복모

### 제작진
- 이태헌 책임
- 황응구 한연서 (색설계, 라인) 이현정(제작) 프로듀서
- 신해강 노은주 시나리오, 각본
- 문영미 박승수 기획
- 강영수 제작 총괄
- 김종철 김응주 프로젝트 매니저
- 이수은 종합편집 감독
- 황은서 자막 디자인
- 차한결 조연출
- 다자인
- 김태훈 스토리보드, 캐릭터, 배경 디자인 애니메이션
- 허재석 애니메이션 감독
- 장효원 배경 레이아웃
- 이예빈 정혜인 전승호 송민희 유가람 홍해인 박유진 레이아웃, 원화
- 앤드류 합성, 편집
- 모아 스튜디오 아노픽스 애니메이션 제작협력 AI 애니메이션
- 이용균 AI 기술총괄 내스타일
- 김동진 교수(한양대) AI 기술연구책임
- 박찬혁 AI 제작
- 이관영(한양대) 차승주 고성호 AI 기술연구
- 박세직 강자연 강성우 내스타일 음악제작 사운드
- 박찬혁 음악
- 박기원 최윤영 사운드 디자인
- 이상민 녹음
- 이재항 ADR
- 양승혁 믹싱
- 스튜디오 도마(Studio DOMA) 사운드믹싱 스튜디오
- 이진서 연출
- KBS 기획
- (주)큐브베리, (주)내스타일 제작

## 전설의 고향 관련
- 전설의 고향은 애꿎은 사람이 죽임을 당해서 그 원한 때문에 구천을 떠도는 귀신인 원귀가 자신을 해한 사람에게 다시 나타나 복수하는 일이 거의 대부분이다. 하지만 그 중에서 〈방울소리〉 부분에는 원귀를 잡아들이고 양귀가 많은 쪽에 묻으면 원귀에게 불리하니까 한 발짝도 나가지 못한다는 얘기도 있다. 그리고 〈깍지손〉에서도 스님이 귀신을 쫓기 위해 주위에 깃발을 꽂는 내용도 있다.
- 유일무이하게 사람의 전생과 후생의 이야기를 담은 깍지손에서는 옛날 조선 시대에 사람이 죽어 후생에 다시 일본인들로 환생하여 전생에 이미 임진왜란 때 일본에게 죽어 양팔을 잘린 채 죽은 원귀의 내용을 담고 있다. 또한 이처럼 전생과 후생의 이야기를 담은 시카고타자기와 도깨비 등같은 드라마가 존재한다.
- 귀신이 등장하는 전설의 고향이래도 때로는 코미디처럼 웃어주는 영화가 있는데 대표적으로 최근 2008년에 방영된 사신이야기가 있다. 사신이야기는 저승사자가 이승 사람들을 저승으로 잡아들이기 위해 기록된 명부를 잃어버려서 저승사자가 염라대왕에게 혼나는 장면, 오히려 저승사자가 무서운 행동이 아닌 지금의 대한민국의 사람들이 하는 행동 반응, 그리고 저승사자가 이승에서 다른 사람들에게 보여서 쫓기고 당하는 이야기로 가득하다. 오자영과 함께 잃어버린 명부를 되찾기 위해 명부를 전직 관찰사 이대감이 중국의 보물 문서로 잘못 알고 가지고 있었던 명부를 되찾았고 거기에 전직 관찰사 이대감이 가지고 있던 보물까지 빼앗는 이야기다. 그러나 정작 오자영을 저승으로 데려와야 그 저승사자가 저승사자 면제를 하여 그걸 오자영이 후임으로 대신 하는 기회를 저승사자가 그만 되찾은 명부에 오자영에 쓰여진 부분 중 十(십)자를 千(천)으로 연장시켜 오자영의 수명을 3001세로 늘리는 바람에 계속 저승사자 노릇을 하고 오자영은 그 덕에 3000년을 더 살면서 놓치고 만다.
- 2008 전설의 고향 마지막회에서 한 나그네가 대낮에 왠 여자를 만나는데 이 여자가 나그네보고 쉬다 가라는 말을 하면서 나그네 품에 안기는데 모습이 푸르게 변하면서 자신이 귀신이라는 정체를 밝혀 씩 웃으면서 2008 전설의 고향 마지막회가 끝난다.
- 2019년 8월부터 KBS아카이브 디지털 프로젝트의 일환으로 유튜브 채널 옛날티비를 통해 다시 공개되었다.

## 같이 보기
- 대장금 (MBC 드라마)